# Betty Biksemad
|  | Sammenskrivningsforslag Artiklen Betty Biksemad er foreslået føjet ind i Andeby. (Siden 2020) Diskutér forslaget |

 Betty Biksemad  er en gammel kærlighed af Joakim von And fra hans guldgravertid. Han møder hende igen, da han i en historie skal finde et gammelt skattekort, som han har glemt i en guldgraverby, der nu er blevet en spøgelsesby. Hun bor sammen med sit barnebarn, hvis navn ikke nævnes, og de klarer sig med at servere for turister. Betty er en sindig ældre dame.